# Unzertrennlich (2003)
Unzertrennlich ist eine US-amerikanische Filmkomödie von Peter und Bobby Farrelly aus dem Jahr 2003.

## Handlung
Die siamesischen Zwillinge Bob und Walt leben auf Martha’s Vineyard, wo sie ein Fast-Food-Bistro führen. Walt führt jährlich ein Theaterstück auf, dieses ist für Bob immer eine große Herausforderung, da er unter Panikattacken leidet. Als Walt verkündet, er wolle Schauspieler in Hollywood werden, verbinden Bob und Walt dieses Vorhaben mit einem erstmaligen Treffen mit Bobs Internetfreundin May, die in Los Angeles wohnt. In Los Angeles angekommen, steigen sie im Motel Rising Star ab, wo sie April kennenlernen. In einem Lokal sehen sie Meryl Streep und sprechen sie an. Sie verspricht, dass sie mit den beiden in Martha’s Vineyard auftritt.
Nach mehreren Versuchen Fuß im Showgeschäft zu fassen, bietet Cher Walt eine Rolle in der Serie Honey and the Beaze an mit dem Hintergedanken, selber vom Vertrag ausgeschlossen zu werden. Die Serie wird ein Erfolg. Bei May bleibt er jedoch aus, da Bob ihr verschwiegen hatte, dass er ein siamesischer Zwilling ist. Als sie Bob zusammen mit Walt in einem Bett sieht, verlässt sie ihn enttäuscht und verletzt.
Nach langen Überlegungen lassen sich Bob und Walt operativ trennen. Bob zieht mit May nach Martha’s Vineyard, Walt bleibt in Hollywood, obwohl die Serie inzwischen abgesetzt wurde. Sie stellen fest, dass sie ohneeinander nicht leben können.
Am Ende des Films leben beide Zwillinge wieder in Martha’s Vineyard und können sich durch einen Klettverschluss zusammenhängen, um sich gegenseitig zu unterstützen. Walt spielt dort in einer Musical-Version von Bonnie und Clyde in der Rolle von Clyde mit und May ist inzwischen schwanger.

## Kritiken
Owen Gleiberman schrieb in Entertainment Weekly, dass der Film einen Charme habe, auch wenn man nicht immer lachen könne.
James Berardinelli schrieb in seiner Kritik, Unzertrennlich sei der enttäuschendste Film der Brüder Farrelly. Die Charaktere seien nicht entwickelt und würden künstlich wirken. Matt Damon passe nicht zu seiner Rolle.

„Temporeiche Komödie, die ihre ungewöhnliche "Personenkonstellation" konsequent durchbuchstabiert, sodass politisch unkorrekte Anzüglichkeiten nicht ausbleiben. Dabei lebt der Film von der naiven Unbedarftheit seiner Charaktere, die auch nach der Operation ihre Ganzheit wieder anstreben und so den "amerikanischen Traum" von Teamgeist und individueller Freiheit leben.“

## Auszeichnungen
Eva Mendes wurde 2004 für den Teen Choice Award nominiert.

## Hintergründe
Die Komödie kostete etwa 55 Millionen US-Dollar. Der Film wurde auf Martha’s Vineyard, in Miami, in Miami Beach und in Los Angeles gedreht. Während der Dreharbeiten in Miami lernte Matt Damon seine spätere Frau Luciana Bozán Barroso kennen.